# Revue militaire suisse
La Revue militaire suisse (RMS) est une publication suisse consacrée aux questions de politique de sécurité et de défense. Elle est l'organe de presse en langue française de la Société suisse des officiers (SSO).

## Histoire et contenu
Fondée en 1856 par Ferdinand Lecomte, la revue est l'équivalent romand de l'Allgemeine Schweizerische Militärzeitschrift (de) (ASMZ). Elle contenait dès sa création des traductions d'articles publiés dans l'ASMZ, ainsi que des articles originaux rédigés par des officiers de Suisse romande.
D'après l'historique de son propre site, « La Revue militaire, recherchant un but d'utilité publique avant tout, désire être l'organe des officiers de la Suisse française et un moyen d'instruction mutuelle pour eux (...). ». Elle paraît pour la première fois le 10 mai 1856, sort deux fois par mois et est marquée de l'empreinte de son fondateur, qui en tient la rédaction durant 39 années consécutives.
La revue contribue, dès 1911, au lancement d'un emprunt pour l'aviation (Flugspende) visant à acquérir les premiers appareils, à l'entrée en guerre durant l'été 1914. Durant les deux conflits mondiaux, l'autocensure et la fonction de certains de ses rédacteurs « Roger Masson étant le chef du renseignement militaire » impliquent que les pages de la RMS se focalisent sur l'évolution du conflit et les enseignements tactiques et techniques à en tirer[réf. nécessaire].
La période de l'après-guerre est marquée par les discussions doctrinales sur la stratégie de défense à adopter en cas de conflit Est-Ouest[réf. nécessaire]. La « querelle des anciens et des modernes » y bat son plein durant deux décennies[pas clair]. En 1967, la revue fait face à de nombreux problèmes financiers et rédactionnels ; elle est donc cédée par son propriétaire, les Imprimeries Réunies S.A. à Lausanne, à la Société suisse des officiers (SSO) ainsi qu'aux sociétés cantonales d'officiers des cantons romands - regroupés en une Association pour la Revue militaire suisse (ARMS).
En 2006, pour son 150e anniversaire, un nouveau format a été adopté. Et en 2012 l'ensemble de la revue depuis 1856 a été numérisé et mis à la disposition du public, dans le cadre d'un projet mené par l'École polytechnique fédérale de Zurich (EPFZ).

## Rédacteurs en chef
1. Colonel Ferdinand Lecomte (1856-1895) ;
2. Colonel Fernand Feyler (1896-1919 et 1922-1931) ;
3. Colonel brigadier Roger Masson (1931-1967) ;
4. Divisionnaire Marcel Montfort (1967-1971) ;
5. Divisionnaire Michel Montfort (1971-1979) ;
6. Colonel EMG Paul Ducottered (1979-1991) ;
7. Colonel Hervé de Weck (1991-2006) ;
8. Colonel EMG Alexandre Vautravers (2006- ).

## Sources
1. ↑  « Historique », sur Revue Militaire Suisse, 1er avril 2017 (consulté le 18 février 2019)
2. ↑  « ETH - serveur pour des revues numérisées », sur www.e-periodica.ch (consulté le 18 février 2019)